# إيفانا أندريس
إيفانا أندريس (بالإسبانية: Ivana Andrés)‏ هي لاعبة كرة قدم إسبانية، ولدت في 13 يوليو 1994 في أييلو دي مالفيريت في إسبانيا. شاركت مع منتخب إسبانيا لكرة القدم للسيدات. أما مع النوادي، فقد لعبت مع نادي ليفانتي.

## وصلات خارجية
- إيفانا أندريس على موقع الاتحاد الدولي (مؤرشف)  (الإنجليزية)
- إيفانا أندريس على موقع الاتحاد الأوربي (الإنجليزية)
- إيفانا أندريس على موقع قاعدة بيانات كرة القدم.إي يو (الإنجليزية)
- إيفانا أندريس على موقع Soccerway.com (الإنجليزية)
- إيفانا أندريس على موقع عالم كرة القدم.نت (الإنجليزية)